# Bulbophyllum lichenoides
Bulbophyllum lichenoides är en orkidéart som beskrevs av Rudolf Schlechter. Bulbophyllum lichenoides ingår i släktet Bulbophyllum och familjen orkidéer. Inga underarter finns listade i Catalogue of Life.